# 이맘 하타예프
이맘 아브둘라예비치 하타예프(러시아어: Имам Абдулаевич Хатаев, 러시아어 발음: [ɪˈmam ɐbdʊˈɫa(j)ɪvʲɪtɕ xɐˈta(ɪ̯)ɪf], 1994년 8월 31일~)는 러시아의 권투 선수이다. 2020년 하계 올림픽 남자 라이트헤비급에서 동메달을 획득했으며 세계 선수권 대회에서 동메달 1개를 획득했다.